# Ергард Маєр
Ергард Маєр (нім. Erhard Meier; нар. 24 вересня 1939, Еберсвальде) — австрійський політик, учитель і самоурядовець, член Федеральної ради, європарламентар.

## Біографія
Закінчив середню школу в Граці, з 1969 по 1970 рік навчався в Centenary College of Louisiana. Працював викладачем, з 1989 року обіймав посаду директора школи.
Займався політичною діяльностю в Соціал-демократичної партії Австрії, керував локальними та місцевими структурами СДПА. У 1970 році був призначений заступником мера міста Бад-Аусзее, 1975–1990 займав пост мера міста. З 1990 по 2000 рік він був членом австрійського Бундесрату. В 1995–1996 роках обіймав мандат в Європарламенті в складі національної делегації. З 2000 року відійшов від громадської діяльності.
Був нагороджений Почесною нагородою «За заслуги перед Австрійською Республікою» (Срібна)